# 마루노우치

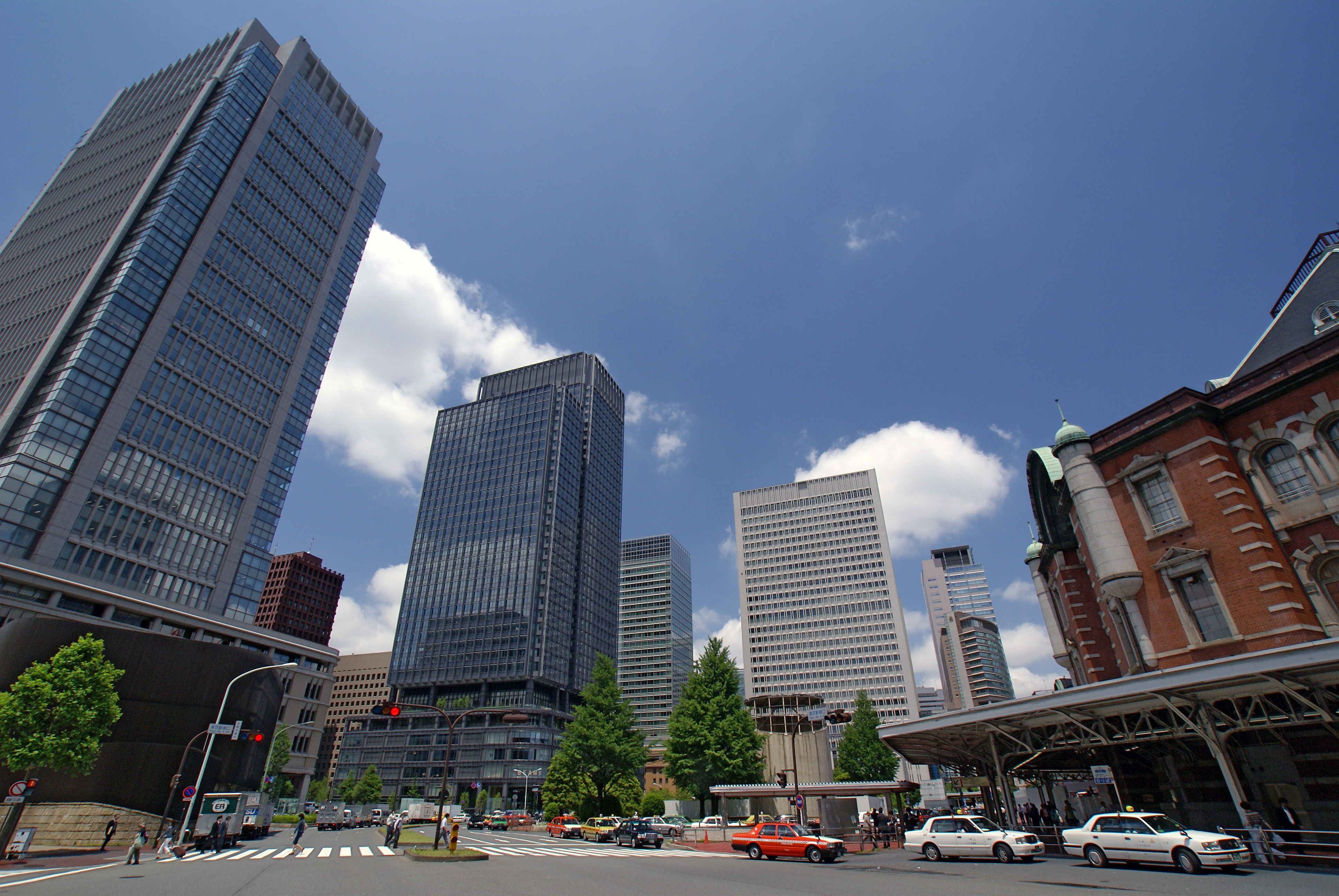
도쿄역 앞 마루노우치쪽 출구 앞 전경.

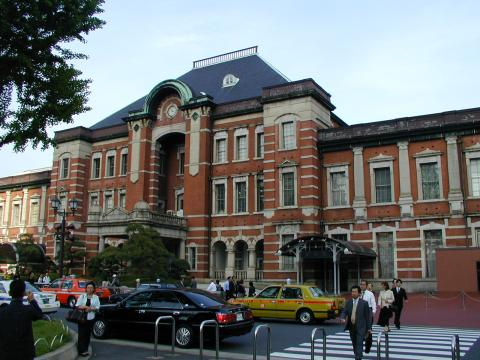
도쿄역 앞 마루노우치쪽 출구.

마루노우치(일본어: 丸の内)는 도쿄도 지요다구에 있는 비즈니스 거리이자 상업 지구로, 도쿄역과 황궁 사이에 위치한다. 
마루노우치라는 이름을 뜻 그대로 풀이하면, "동그라미 내"라는 뜻으로, 황궁의 바깥쪽 해자 내에 위치하기 때문에 이런 이름이 붙었다. 
이 지역은 일본의 금융 산업의 중심으로, 서울의 마포구하고 여의도 상업지구를 합쳐 놓은 것이랑 비슷하다. 일본 내 3위까지의 모든 은행들의 본점들이 여기에 위치해 있다.

## 역사
1590년, 도쿠가와 이에야스가 에도 성에 들어가기 전, 현재 마루노우치로 알려진 땅은 도쿄 만의 일부였고 히비야 후미로 불렸다. 1592년부터, 에도 성이 확장되어가자, 사람들은 이 후미를 매립하기 시작하였다.
새로운 바깥 해자가 건축되었다. 예전에 있던 해자는 안쪽 해자가 되었다. 이 지역은 이름 "오쿠루와우치"를 갖게 되었다.
다이묘들 특히 신판과 푸다이는 그들의 저택을 이 지역에 지어 거주하였다. 이 지역은 다이묘들의 저택이 24개나 있었기 때문에 다이묘 코우지라고도 불렸다. 
메이지 유신 이후, 마루노우치는 정부의 관할 하에 들어갔다. 일본 제국 정부는 여기에 일본제국 육군이 쓸 병영과 막사를 지었다.
군영은 1890년에 다른 곳으로 옮겨갔다. 미쓰비시 그룹의 창립자 (나중에 제 2인자가 되었다.)의 동생이었던 이와사키 야노스케가 이 땅을 150만 엔에 매입하였다. 그리고 이 회사는 이 땅을 개발하였다. 그래서 이 당시 이 지역에는 "미쓰비시 가 하라"라는 이름이 붙었다.
현재도 이 지역의 많은 부분이 미쓰비시 부동산의 소유로 남아있다. 또한, 미쓰비시 그룹 내 회사들의 본사가 이 지역에 많이 위치해 있다.
도쿄역은 1914년 이 지역에 들어섰다. 또한, 이 지역의 마루노우치 빌딩은 1923년 개장하였다.
1991년까지 도쿄 도청이 이 지역에 있었다.

## 특징
주간 인구와 야간 인구의 차이가 극단적인 것이 특징이다. 평일 낮에는 회사원으로 붐빈다, 야간 및 휴일은 도쿄역 주변을 제외하고는 오가는 사람도 부족하고 한산하다. (그러나 최근에는 상업 시설의 증가 관광 지역 화를 통해 양상이 바뀌고 있기는 하다.)
또한 TV에서 직장인 관계 뉴스가 보도되면 도쿄역 마루노우치 부쪽 출구에서 매우 많은 직장인이 걸어서 오는 뉴스 영상이 흐르는 경우가 많다.

## 마루노우치 내 주요 건물

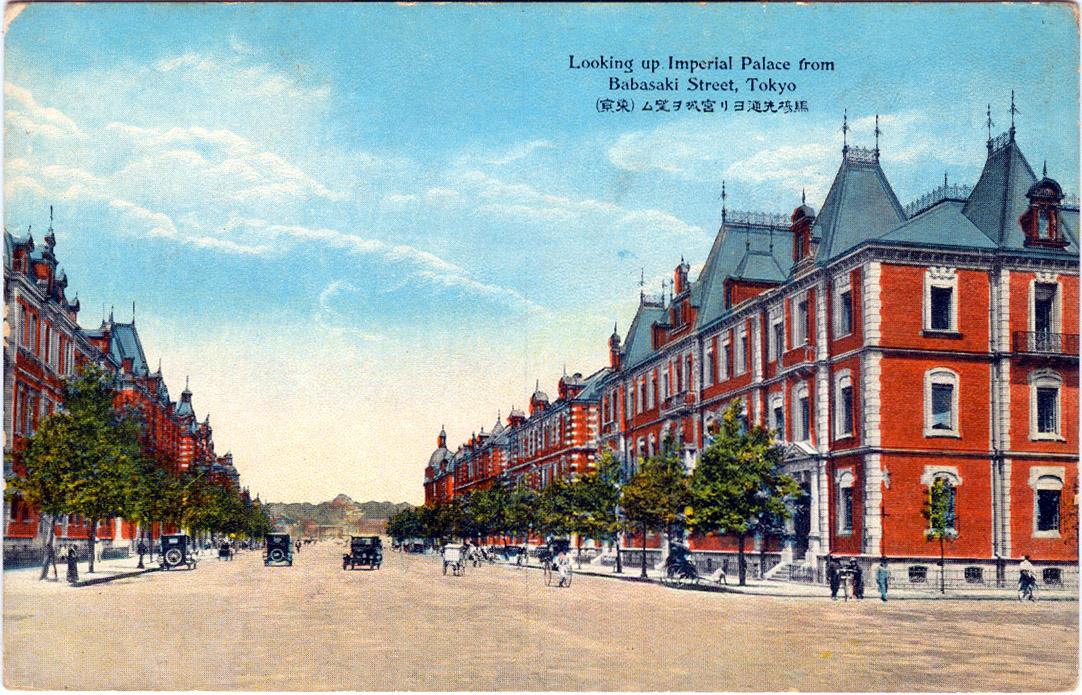
1923년 이전의 엽서. 미쓰비시 본사및 그 주변이 보인다. 황궁을 향해서 찍었다.

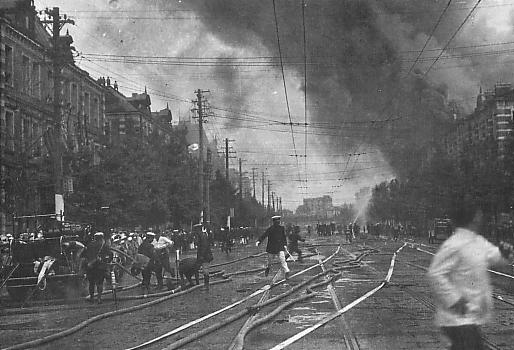
간토 대지진 당시 불길이 솟고 있는 마루노우치.

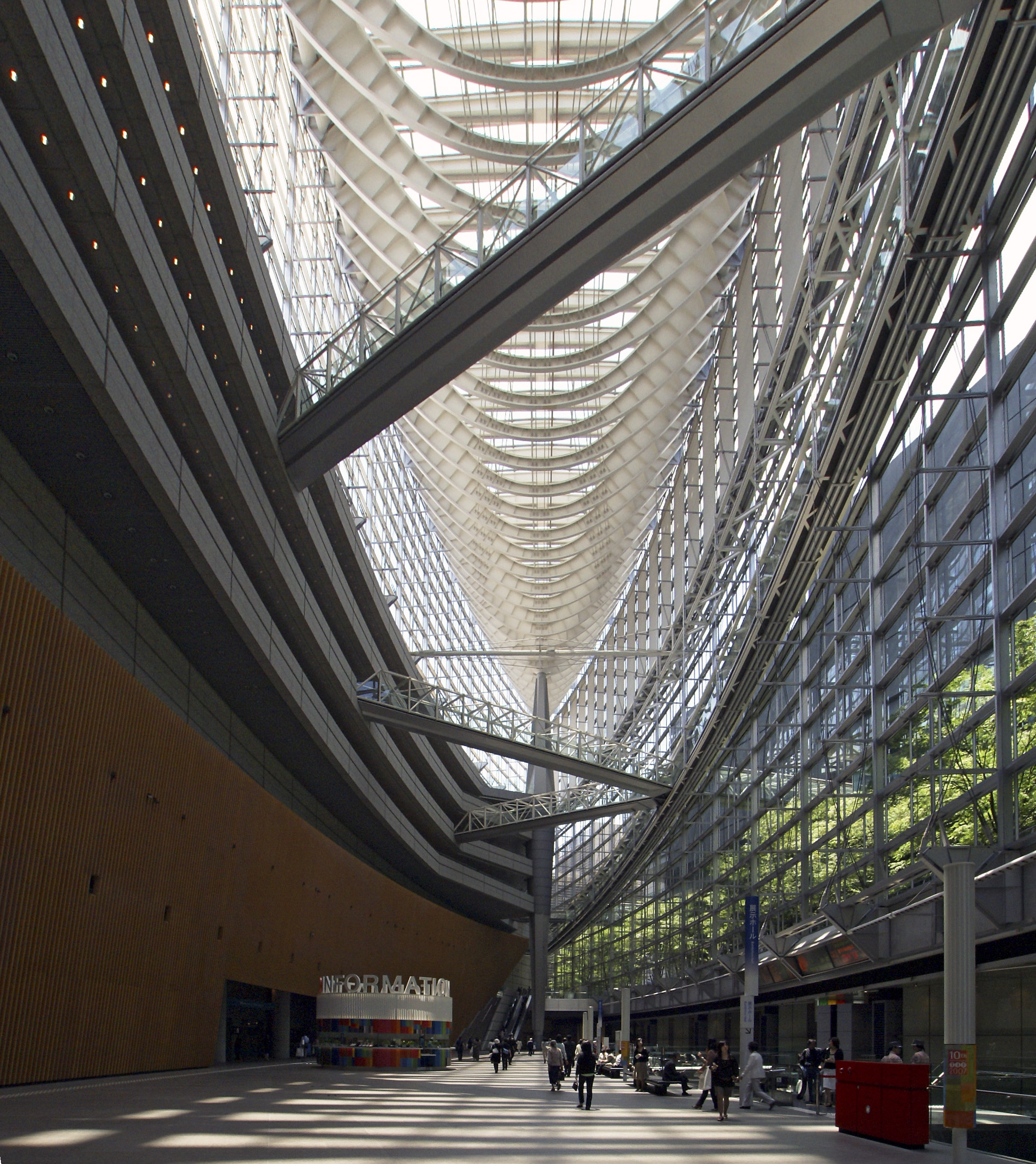
도쿄 국제 포럼

- 마루노우치 빌딩. 일본 내에서 가장 비싼 부동산 위에 지어진 건물이라 알려져 있다. 지가가제곱미터 당 2100만 일본 엔이었다고 알려졌다.
- 도쿄 중앙 우체국.
- 도쿄역.
- 도쿄 상공회의소.
- 도쿄 국제 포럼.

## 마루노우치에 본사를 둔 회사
- 미쓰비시 그룹 컴패니즈.
  - 도쿄-미쓰비시 UFJ 은행
  - 명치안전생명보험 - 메이지 야스다 생명 보험
  - 미쓰비시 상사.
  - 미쓰비시 전기.
  - 미쓰비시 중공업.
  - 일본우선주식회사 - 니폰 유센. NYK Line.
  - 동경해상일동화재보험 - 토키오 해상 & 니치도 화재 보험.
- 히타치
- AGC주식회사
- 니코 시티그룹
- 도요타 통상

마루노우치에는 또한 시티그룹, 니코 코디알, 니코 시티그룹의 일본 지사가 위치해 있다.